# Štadión pod Zoborom
Štadión pod Zoborom – stadion piłkarski słowackiego klubu FC Nitra. 
Położony jest w Nitrze, przy rzece o tej samej nazwie, w parku Sihoť, pod górą Zombor (stąd nazwa). W pobliżu znajduje się hala hokejowa Nitra aréna.
Pierwszy stadion wybudowano w 1909 roku. Pojemność stadionu wynosi 11 384 widzów (trybuna główna jest zadaszone, pozostałe mieszczą się na wale ziemnym), wymiary murawy to 105 na 68 metrów. Właścicielem jest miasto.
Obiekt jest jedną z aren Mistrzostw Europy U-17 w Piłce Nożnej w 2013 roku.